# Le Prochain Voyage
Pour plus de détails, voir Fiche technique et Distribution.
Le Prochain Voyage est un téléfilm français réalisé par Thierry Binisti et diffusé pour la première fois en Belgique le 1er octobre 2023 sur La Une et en France le 11 octobre 2023 sur France 2.
Écrit par Laurent Baffie et Thierry Binisti, le téléfilm consacré à la problématique de la fin de vie est une production de Mon Voisin Productions (Mediawan) pour France 2,.

## Fiche technique
Sauf indication contraire, les informations mentionnées dans cette section peuvent être confirmées par les bases de données cinématographiques IMDb et Allociné,  présentes dans la section « Liens externes ».
- Titre français : Le Prochain Voyage
- Réalisation : Thierry Binisti[2],[3],[4]
- Scénario : Laurent Baffie et Thierry Binisti[2],[3],[4],[5]
- Musique : Erik Truffaz
- Décors : Jiri Hanibal
- Costumes : Valérie Adda (d)
- Photographie : Jako Raybaut (d)
- Son : Stéphane Isidore
- Montage : Léa Pruvost, Jean-Paul Husson (image), Rémi Durel (son),
- Production : Dominique Besnehard et Antoine Le Carpentier (d)[2],[3],[4]
- Sociétés de production : Mon Voisin Productions (Mediawan)[2],[3]
- Pays de production :  France
- Langue originale : français
- Format : couleur
- Genre : Drame
- Durée : 90 minutes[2],[3],[5]
- Date de première diffusion : 
  - Belgique : 1er octobre 2023 sur La Une
  - France : 11 octobre 2023 sur France 2

## Distribution
- Line Renaud : Jacqueline
- Jean Sorel : Richard
- Lola Aubrière (d) : Léa
- Benjamin Baffie (d) : Alexandre
- Serge Hazanavicius : Sébastien
- Camille Orsini (d) : Jacqueline à l’âge de 20 ans
- Thomas Brazete (d) : Richard à l’âge de 20 ans
- Hélène Babu : Alice

## Production

### Genèse et développement
Le scénario est de la main de Laurent Baffie et Thierry Binisti, et la réalisation est assurée par Thierry Binisti,,,.
Basé sur une pièce de Laurent Baffie qui n'a jamais vu le jour, Le Prochain Voyage s'inspire de l'histoire vraie de Georgette et Bernard, un couple d'octogénaires qui, en novembre 2013, s'est donné la mort dans une chambre du palace parisien Lutetia, laissant des écrits, dont une lettre à l'adresse du procureur : « La loi interdit l'accès à toute pastille létale qui permettrait une mort douce. (…) De quel droit contraindre (une personne) à des pratiques cruelles quand elle veut sereinement quitter la vie ? »,.
La production est assurée par Dominique Besnehard et Antoine Le Carpentier pour Mon Voisin Productions (Mediawan),.

### Attribution des rôles
Le rôle principal est interprété par Line Renaud, marraine de l'Association pour le droit de mourir dans la dignité, pour qui ce scénario et son histoire sont « une métaphore de son plus farouche combat, la mort dans la dignité ».

### Tournage
Le tournage se déroule du 23 mai au 20 juin 2023 à Paris,,.

## Accueil

### Diffusions et audience
En Belgique, le téléfilm, diffusé le 1er octobre 2023 sur La Une, est regardé par 157 569 téléspectateurs et se classe deuxième en termes d'audience.

### Accueil critique
Le magazine Télé 7 jours estime que le téléfilm est un peu lent mais qu'il soulève « une question majeure, et prochainement discutée à l’assemblée nationale, sur le droit et la liberté de mourir dans la dignité ».
Pour le magazine Télé-Loisirs Le Prochain Voyage est un « un drame sensible et émouvant, servi par deux acteurs parfaits ».
L'hebdomadaire Télé Star y voit « un sujet sensible traité avec beaucoup de tendresse ».
Enfin, l'hebdomadaire Télécâble Sat Hebdo donne trois étoiles à ce qu'il considère comme « une fiction bien écrite qui traite avec intelligence du sujet de la fin de la vie et le droit à partir dans la dignité ».